# Кориковский, Пётр Константинович
Пётр Константинович Кориковский — советский хозяйственный, государственный и политический деятель.

## Биография
Родился в 1911 году в Оренбурге. Член КПСС.
С 1932 года — на хозяйственной, общественной и политической работе. В 1932—1980 гг. — инженер-текстильщик, участник Великой Отечественной войны, топограф 45-го топографического отряда Прибалтийского округа, на инженерных должностях в текстильной промышленности РСФСР, заместитель директора Всесоюзного НИИ машиностроения для лёгкой и текстильной промышленности.
За разработку и внедрение способа получения и переработки штапельного волокна был в составе коллектива удостоен Сталинской премии 2-й степени 1950 года.
За создание и внедрение прядильно-крутильной машины типа ПК-100 был в составе коллектива удостоен Сталинской премии в области техники 1969 года.
Умер в Москве после 1985 года.